# Georgios Athanasiadis
Giorgos Athanasiadis (griego: Γιώργος Αθανασιάδης; Salónica, 7 de abril de 1993) es un futbolista griego que juega como portero en el Aris Salónica F. C. de la Superliga de Grecia.

## Trayectoria

### Inicios
Se formó los clubes Iraklis y Ethnikos (Sohos).
Inició su carrera profesional en el Panthrakikos. Debutó en la Superliga de Grecia el 27 de octubre de 2012 en un partido contra Panionios. En 2014 se ofreció como voluntario para la Selección de fútbol sub-21 de Grecia, pero nunca jugó para el equipo. 

### Asteras Trípoli
Después de que Pantrakikos descendiera de la Superliga de Grecia 2015-16, el 29 de julio de 2016 se mudó al Asteras Trípoli en un contrato de tres años. Como parte del equipo, jugó por primera vez en competición europea, habiendo pasado dos partidos en la clasificación de la Europa League en el verano de 2018 contra el Hibernian de Escocia.

### AEK Atenas
El 13 de junio de 2019, AEK Athens anunció oficialmente la adquisición del portero griego, que firmó un contrato hasta el verano de 2023.

### Sheriff Tiraspol
El 18 de junio de 2021 fue cedido al Sheriff Tiraspol hasta el verano de 2022. El guardameta griego tuvo una aportación vital en la fase de clasificación y los play-offs de la Champions League 2021-22, ya que en un total de ocho partidos mantuvo la portería a cero en seis de ellos. En la fase de clasificación hizo 21 paradas y produjo otra actuación de jugador del partido el 21 de agosto contra el Dinamo de Zagreb, cuando mantuvo la portería a cero y realizó seis paradas cruciales. El 28 de septiembre de 2021 en el segundo partido de la fase de grupos de la UEFA Champions League, tuvo una actuación impresionante contra el Real Madrid. Cuando el portero de 28 años hizo 10 paradas, seis dentro del área, produjo una de las grandes sorpresas de la Liga de Campeones, ya que el club menos experimentado de la competición eclipsó al 13 veces campeón de Europa en el Estadio Santiago Bernabéu. Tuvo un total de 48 toques en el partido, deteniendo todos los esfuerzos de los jugadores de Carlo Ancelotti (excepto el penalti de Karim Benzema) en la victoria por 2-1 a domicilio por la fase de grupos de la UEFA Champions League. Fue elegido el jugador del partido por su actuación.

## Selección nacional
El 1 de octubre de 2021 fue llamado por el entrenador John van 't Schip a la selección de fútbol de Grecia por primera vez, para los partidos clasificatorios para la Copa del Mundo 2022 contra Georgia y Suecia el 9 y 12 de octubre, respectivamente.

## Clubes
| Club                      | País     | Año       |
| ------------------------- | -------- | --------- |
| Panthrakikos              | Grecia   | 2012-2016 |
| Asteras Trípoli F. C.     | Grecia   | 2016-2019 |
| AEK Atenas F. C.          | Grecia   | 2019-2024 |
| Sheriff Tiraspol (cedido) | Moldavia | 2021-2022 |
| AEK Larnaca               | Chipre   | 2024-2025 |
| Aris Salónica F. C.       | Grecia   | 2025-     |

## Palmarés

### Títulos nacionales
| Título                        | Club             | País     | Año  |
| ----------------------------- | ---------------- | -------- | ---- |
| División Nacional de Moldavia | Sheriff Tiraspol | Moldavia | 2022 |
| Copa de Moldavia              | Sheriff Tiraspol | Moldavia | 2022 |
| Superliga de Grecia           | AEK Atenas F. C. | Grecia   | 2023 |
| Copa de Grecia                | AEK Atenas F. C. | Grecia   | 2023 |
| Copa de Chipre                | AEK Larnaca      | Chipre   | 2025 |